# Riserva naturale orientata Monte Capodarso e Valle dell'Imera Meridionale
La riserva naturale orientata Monte Capodarso e Valle dell'Imera Meridionale è un'area naturale protetta situata nei comuni di Caltanissetta, Enna e Pietraperzia ed è stata istituita nel 1999.

## Territorio
Tra le più estese riserve naturali dell'isola, include, in un ambiente fluviale, le gole di Capodarso, la Grotta delle Meraviglie con cavità inesplorate, i resti di un centro indigeno ellenizzato, con una scala antichissima scavata nella roccia.
Nelle immediate vicinanze della riserva, in condrata Terrapelata, sono presenti le maccalube di Caltanissetta, una zona interessata da fenomeni di vulcanismo di tipo sedimentario.
L'area della Riserva è stata inserita nell'elenco dei siti di importanza comunitaria, ai sensi della Direttiva 92/43/CEE, e nel Network dei Geoparchi europei, all'interno del Parco Rocca di Cerere.
Nel territorio della riserva ricadono le miniere di zolfo Trabonella, Giumentaro e Giumentarello.

## Flora
L'originale copertura boschiva è oggi del tutto assente ed al suo posto prevalgono aree a vegetazione steppica, con prevalenza di sparto steppico (Lygeum spartum) e ampelodesmo (Ampelodesmos mauritanicus), o aree a gariga, con Thymelaea hirsuta e Thymus capitatus. Attorno ai corsi d'acqua si ritrova inoltre una vegetazione tipica dei pantani salmastri costieri.
Le rupi calcarenitiche della valle ospitano una vegetazione rupestre che comprende l'atamanta siciliana (Athamanta sicula), la silene fruticosa (Silene fruticosa) e la borracina (Sedum sediforme).
Tra le numerose specie endemiche vanno ricordate il malvone d'Agrigento (Malva agrigentina), il cavolo villoso (Brassica villosa subsp. tinei), il Limonium optimae, l'astro di Sorrentino (Aster sorrentinii), l'ofride palermitana (Ophrys panormitana), l'aristolochia (Aristolochia clusii) e il pigamo calabrese (Thalictrum calabricum).

## Fauna

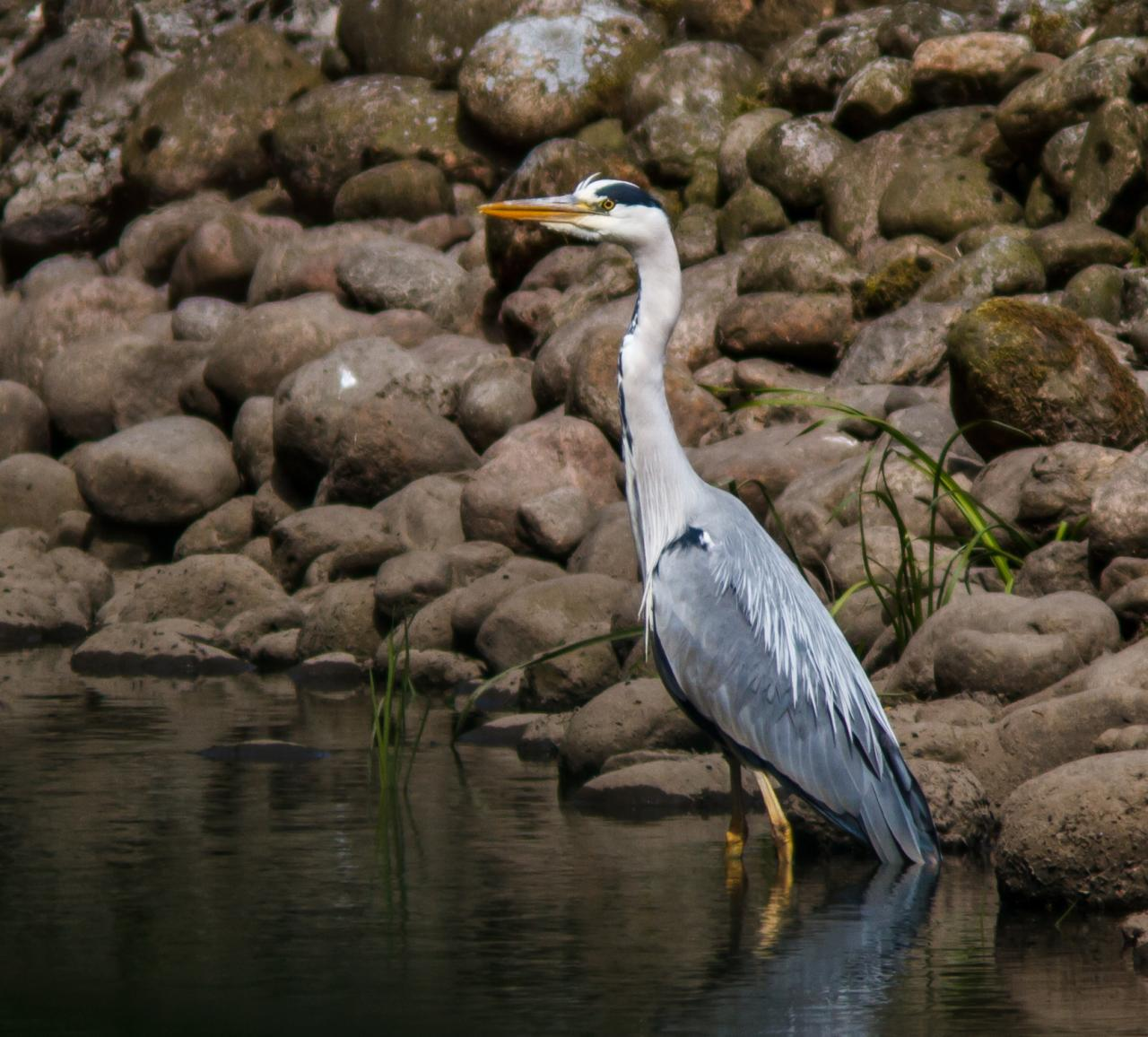
Airone cinerino (Ardea cinerea)

La riserva è tappa delle rotte di migrazione primaverile ed autunnale di molte specie di uccelli tra cui l'airone cinerino (Ardea cinerea), la garzetta (Egretta garzetta), il codone (Anas acuta), la folaga (Fulica atra), l'albanella reale (Circus cyaneus). Altre specie nidificanti sono il cavaliere d'Italia (Himantopus himantopus), l'occhione (Burhinus oedicnemus), il corriere piccolo (Charadrius dubius), il germano reale (Anas platyrhynchos), la gallinella d'acqua (Gallinula chloropus), il falco di palude (Circus aeruginosus), la cannaiola (Acrocephalus scirpaceus), il cannareccione (Acrocephalus arundinaceus) e il tarabusino (Ixobrychus minutus). Tra i mammiferi si possono osservare il gatto selvatico, l'istrice, il riccio, la donnola, il coniglio selvatico e la volpe, mentre l'erpetofauna è rappresentata dall'inoffensivo saettone (Zamenis longissimus) e dalla tartaruga palustre siciliana (Emys trinacris).

## Accessi
Raggiungibile in auto dalle strade: 
- S.S. 626 scorrimento veloce Caltanissetta-Gela
- scorrimento veloce Caltanissetta-Pietraperzia
- S.S. 191 Caltanissetta-Pietraperzia
- S.S. 560, che collega la S.S. 191 con la S.S. 122, S.S. 117 bis (vecchia S.S. 122), Caltanissetta-Enna